# Застава Сао Томе и Принсипеа
Застава Сао Томе и Принсипеа је усвојена 5. новембра 1975. године. 
Застава је тробојка са панафричким бојама зеленом, жутом и црном. На средишњој, жутој пруги се налази црвени троугао као симбол борбе за независност.